# جيمس ويتني (فنان)
جيمس ويتني (بالإنجليزية: James Whitney)‏ هو فنان أمريكي، ولد في 27 ديسمبر 1921 في باسادينا في الولايات المتحدة، وتوفي في 8 أبريل 1982 في لوس أنجلوس في الولايات المتحدة.

## وصلات خارجية
- جيمس ويتني على موقع IMDb (الإنجليزية)
- جيمس ويتني على موقع قاعدة بيانات الفيلم (الإنجليزية)